# Brigitte Zürcher
Brigitte Zürcher är en schweizisk orienterare som tog brons i stafett vid VM 1985.